# بطولة أوروبا لكرة السلة 2016–17
بطولة أوروبا لكرة السلة 2016–17 هو الموسم 2 من  كأس فيبا أوروبا. أقيم خلال الفترة 18 أكتوبر 2016 وحتى 25 أبريل 2017، وأشرف على تنظيمه الاتحاد الأوروبي لكرة السلة، وفاز فيه جاي إس إف نانتير.